# Biblioteca de Mèxic José Vasconcelos
|  | No s'ha de confondre amb Biblioteca Vasconcelos o Biblioteca Nacional de Mèxic. |

La Biblioteca de Mèxic  o Biblioteca de Mèxic José Vasconcelos és un recinte bibliogràfic de la Ciutat de Mèxic, inaugurat l'any 1946, a l'edifici conegut com La Ciutadella (en castellà: La Ciudadela). Està ubicada a la "Plaza de la Ciudadela número 4", fa cantonada amb l'avinguda Balderas, a un costat de on s'hi troba l'estació Balderas del Metro de la Ciutat de Mèxic.

## Dades històriques

Fotografia aèria de la Biblioteca de Mèxic José Vasconcelos, Cuauht̪emoc, Ciutat de M̪èxic, Mèxic.

La Biblioteca de Mèxic es va inaugurar el 27 de novembre de 1946 pel president Manuel Ávila Camacho, qui va estar acompanyat del Llicenciat Jaime Torres Bodet (Secretari d'Educació pública) i de José Vasconcelos, qui va ocupar el càrrec de director fins a la seva mort el 1959. En morir Vasconcelos, el càrrec de director el va ocupar la doctora Maria Teresa Chavez Campomanes, pionera de la Biblioteconomia a Mèxic, fins a 1979. Durant aquest temps, la biblioteca es va reestructurar i va instaurar el servei de prestatgeria oberta.
La biblioteca va romandre tancada per un temps a causa de la intervenció arquitectònica d'Abraham Zabludovsky, que buscava ampliar l'espai del lloc. La Biblioteca de Mèxic va ser re-inaugurada el 21 de novembre de 1988 pel president Miguel de la Madrid. Jaime García Terrés va ocupar el càrrec fins a la seva mort a l'abril de 1996. En aquest mateix any va prendre possessió com a director de la Biblioteca de Mèxic, Eduardo Lizalde, poeta i escriptor mexicà, qui continua la tasca de desenvolupament de la biblioteca com a Centre cultural i de lectura amb la introducció de noves tecnologies de la informació i la modernització dels serveis i l'organització documental.

## El nom
Va rebre l'apel·latiu de José Vasconcelos l'any 2000, en honor del polític que també va ser el seu director fins a 1959, any en què va morir. Per evitar confusions amb la biblioteca ubicada a la zona de Buenavista, s'ha decidit gestionar només el nom Biblioteca de Mèxic. No s'ha de confondre amb la Biblioteca Vasconcelos, a la qual freqüent es refereixen com a la megabiblioteca de Mèxic, situada al nord de la ciutat, annexa a l'antiga estació de trens Buenavista, ni tampoc amb la Biblioteca Nacional de Mèxic, que va tenir la seva seu en el temple de Sant Agustí, al Centre Històric i que després es va mudar al Centre Cultural Universitari de la UNAM, al sud de la Ciutat de Mèxic, on està en funcionament actualment.

## Patrimoni
La biblioteca va començar amb un patrimoni de 40.000 volums, que ha anat ampliant: ara té més de 220.000 materials com llibres, revistes, diaris, etc.

## Sala infantil
Es proporciona servei de forma grupal o individual a nadons i infants, nens i nenes en edat preescolar i fins als 13 anys, grups amb discapacitat, pares, mares i altres membres de la família, així com a persones que treballin amb el sector infantil.
S'organitzen tallers de lectura, presentació de contes, cursos per a l'ús de les noves tecnologies, préstec de joguines que els permetran potenciar el procés pre-lector, la creativitat i les habilitats socials, visites guiades i projecció de pel·lícules. També es compta amb una secció de "Bebeteca" i amb el diari mural A leer brije (en català: a llegir brije).

## Col·lecció d'escriptors

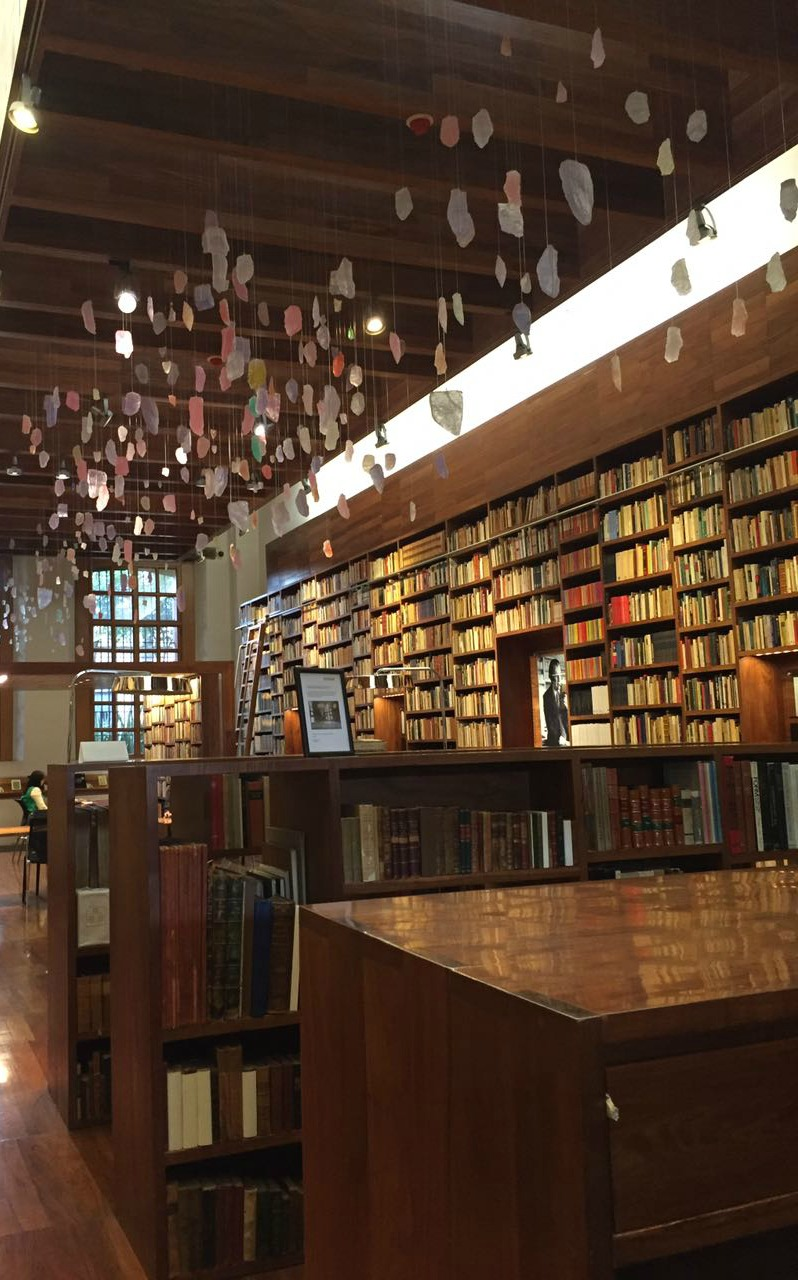
Biblioteca Personal Jaime García Terrés

Gràcies al projecte de crear una Ciutat de Llibres, s'han inclòs a la Biblioteca de Mèxic col·leccions de coneguts intel·lectuals, com les d'Antonio Castro Leal, Ali Chumacero, Jaime García Terrés, José Luis Martínez Rodríguez i Carlos Monsiváis.
Les col·leccions de la biblioteca estan sent digitalitzades i es poden consultar en tauletes que es presten allà mateix, mentre que les obres que ja han passat al domini públic estan disponibles a Internet.

### Biblioteca Personal José Luis Martinez
El patrimoni de la Biblioteca Personal de José Luis Martinez està integrat per més de 75 mil materials bibliogràfics i hemerogràfics sobre Literatura mexicana i universal, història, art i obres de consulta. Destaca a més una Hemeroteca que inclou materials sobre història de Mèxic, literatura, filosofia, Filologia i sumplements culturals, documents tots de gran valor històric i bibliogràfic.

### Biblioteca Personal Antonio Castro Leal
El patrimoni de la Biblioteca Personal d'Antonio Castro Leal inclou 50 mil materials amb valuoses col·leccions sobre història d'art, història de la música, història de Mèxic dels segles XIX i xx, entre altres coses. Entre les principals temàtiques de la col·lecció destaquen la Poesia mexicana, Literatura espanyola, més de 8 mil volums d'obres escrites en francès i una àmplia col·lecció en llengua anglesa.

### Biblioteca Personal Jaime García Terrés
La Biblioteca Personal de Jaume García Terrés és la que menys materials conté en comparació amb la resta de les biblioteques. Amb 19.255 documents, la biblioteca compta amb una de les més importants col·leccions de poesia que hi ha a Mèxic. Sobresurt també per la seva secció sobre literatura anglesa. Entre les principals temàtiques de la col·lecció destaca les següents literatures: francesa, anglesa, alemanya, italiana, portuguesa, russa, asiàtica, africana, txecoslovaca i hongaresa. També conté diccionaris especialitzats i revistes.

### Biblioteca Personal Alí Chumacero
El patrimoni de la Biblioteca Personal conté 46 mil materials que inclouen llibres, fullets i publicacions periòdiques. La col·lecció es caracteritza per les seves obres sobre literatura, història, filosofia, art, antropologia, psicoanàlisi, arqueologia, ciències socials i humanitats en general. Destaquen els Facsímils de còdexs, l'extensa folleteria mexicana i algunes publicacions periòdiques mexicanes.

### Biblioteca Personal Carlos Monsiváis
La Biblioteca personal Carlos Monsiváis té un patrimoni de 30 mil materials. La col·lecció està composta per literatura (principalment contes), teatre, novel·la i poesia. Inclou un important patrimoni de cinema, fotografia artística i ciències socials. L'hemeroteca compta amb col·leccions de revistes i historietes. Els temes dels materials abasten diversos àmbits de la cultura popular mexicana i llatinoamericana.

## Centre de la Imatge
Annex a la biblioteca es troba el Centre de la Imatge.

## Fòrum Polivalent "Antonieta Rivas Mercado"
El 29 d'agost del 2013 es va inaugurar, al seu interior, el Fòrum Polivalent "Antonieta Rivas Mercado", amb l'obra Conferencia sobre la lluvia, de Juan Villoro, dirigida per Sandra Félix i interpretada per Diego Jáuregui, de la Companyia Nacional de Teatre.

## Directors
- José Vasconcelos (1946-1959)
- María Teresa Chavez Campomanes (1959-1979)
- Jaime García Terrés (1988-1996)
- Eduardo Lizalde (1996 fins a la data)